# ミレーナ・ルッカ
ミレーナ・ルッカ（Milena Leticia Roucka、1979年10月25日 - ）は、カナダのモデルであり、元プロレスラー。ブリティッシュコロンビア州バンクーバー出身。WWEでは入場の際、コスタリカ・サンホセ出身とコールされる。ローザ・メンデス（Rosa Mendes）のリングネームでWWEに所属していた。

## 来歴
ブリティッシュコロンビア大学にて経済学を専攻していたが、モデルを目指すために中退。2004年に行われたモデルオーディション、ピエール・ドラダに出場し中南米部門での第一位を獲得。以降様々なコンテストに出場し、コスタリカにてLUX、クライスラーなどのCMに出演。
2006年、WWEが行ったディーヴァ選出コンテスト、ディーヴァサーチに出場。優勝を逃し、第4位という結果に終わったものの上層部より将来性を買われ、第7位であったマリースと共に8月にWWEと契約を交わした。傘下団体であるOVWでトレーニングを開始し、2007年9月にOVW女子王座を巡る6wayマッチに参加し奪取。
2008年2月、OVWがWWEとの関係を解消したことによりFCWへと移籍。主にマネージャーとして活動し、11月よりWWEへ昇格。24日に収録されたRAWにてベス・フェニックスの大ファンというギミックで登場。12月22日のRAWにて現在使われているリングネーム、ローザ・メンデス（Rosa Mendes）へと変更した。2009年6月よりベスと行動するのをやめ、シングルで活動するも目立つことができず、10月よりECWへ移籍。ザック・ライダーの愛人というギミックで活動し、ライダーの相手を魅了して勝利に貢献することに一役担った。
2010年、ECWの放送終了後からライダーの負けが多くなってきていることからあっさりライダーを振り、再びシングルで活動するが、ジョバーとしての出番が大半であった。この頃よりFCWにてトレーナーを兼任しながら試合へ出場することが多くなり、11月にクイーン・オブ・FCWを奪取している。
2011年、相変わらずWWEとFCWにてサーキットを繰り返す中、11月よりエピコとプリモのマネージャーとして活動。
2012年8月5日、婚約していた元WWE所属のジャクソン・アンドリュースから虐待されていたことが発覚。大事を取って出場する予定であったRAWを欠場した。更には、アンドリュースにはもう一人の女性と付き合っていることも取り沙汰された。
2013年にはマリリン・モンロー風のギミックで登場するがTVショーにはほとんど出番がなく、バトルロイヤルなどで出番がある程度に終わり、2014年6月にはそのギミックも頓挫していた。同年秋からはディーヴァの活躍する「Total Diva」に出演、同時にナタリヤに指導されるという形でTVショーでの出番ができ、11月にはファンダンゴの新パートナーとして登場。
2014年、両性愛者であることを公表した。そして2015年10月8日、衣服会社の経営者の女性とパリで婚約した。ルッカは身ごもり、2016年2月13日に出産した。
2017年2月、引退。

## 得意技
- ヘル・メイクオーバー

フィニッシャー。スイング式ネックブリーカー
- フラワー・スープレックス

## 獲得タイトル
FCW
- クイーン・オブ・FCW ： 1回

OVW
- OVW女子王座 ： 1回